# Seth Ledyard Phelps
Seth Ledyard Phelps (* 31. Januar 1824 in Chardon, Ohio; † 24. Juni 1885 in Lima, Peru) war ein US-amerikanischer Politiker und Diplomat. In den Jahren 1878 und 1879 war er als Vorsitzender des Board of Commissioners Bürgermeister der Bundeshauptstadt Washington, D.C.

## Werdegang
Seth Phelps begann seine Laufbahn als Matrose im Dienst der Pacific Mail Steamship Company. Während des Mexikanisch-Amerikanischen Krieges und des Bürgerkrieges war er Offizier in der United States Navy. Während des Bürgerkriegs war er auf Flussbooten im Inland eingesetzt und zeitweise dem Armeegeneral Ulysses S. Grant unterstellt. Im Oktober 1864 schied er im Rang eines Lieutenant Commander aus dem Militärdienst aus. Danach war er für einige Zeit amerikanischer Konsul in Acapulco (Mexiko).
Die Parteizugehörigkeit von Seth Phelps ist nicht überliefert. Zwischen 1875 und 1879 gehörte er dem Board of Commissioners der Stadt Washington an. Dieses aus drei Personen bestehende Gremium leitete die Stadtverwaltung. Im Jahr 1878 wurde er zum Vorsitzenden bestimmt. In dieser Eigenschaft übte er faktisch das Amt des Bürgermeisters aus, auch wenn dieser Titel zwischen 1871 und 1975 offiziell nicht benutzt wurde. Dieses Amt bekleidete er zwischen 1878 und seinem Rücktritt im folgenden Jahr. 1883 wurde Seth Phelps von Präsident Chester A. Arthur  zum amerikanischen Gesandten in Peru mit Sitz in der dortigen Hauptstadt Lima ernannt. Diesen Posten hatte er bis zu seinem Tod am 24. Juni 1885 inne. Er wurde auf dem Oak Hill Cemetery in Washington beigesetzt.